# Ван Кампен, Робин
Робин ван Кампен (нидерл. Robin van Kampen; род. 14 ноября 1994, Бларикюм, Северная Голландия) — нидерландский шахматист, гроссмейстер (2011).  Призёр чемпионата Нидерландов (2013), в составе сборной Нидерландов участник 41-й Олимпиады (2014) в Тромсё и 19-го командного чемпионата Европы (2013) в Варшаве.

## Спортивные достижения
Робин ван Кампен начал играть в шахматы в семь лет, и с 2006 года выиграл подряд несколько чемпионатов Нидерландов среди юношей в разных возрастных категориях: в 2006 году — до 12, в 2007 году — до 14, в 2008 году — до 16 и в 2009 году — до 20 лет  (после этого завоевав также серебряную медаль на чемпионате Европы в возрасте до 16 лет). Выиграв чемпионат Нидерландов среди юношей в возрасте до 20 лет в 14-летнем возрасте, Робин стал первым со времён Яна Тиммана, кому удалось это сделать так рано; на следующий год в товарищеском матче против Тиммана он сумел выиграть вторую из четырёх партий.
|   | 1. e4 e6 2. d4 d5 3. Nc3 Nf6 4. e5 Nfd7 5. f4 c5 6. Nf3 Nc6 7. Be3 Rb8 8. Qd2 Qa5 9. Ne2 Qxd2+ 10. Kxd2 b6 11. c3 Ba6 12. g4 cxd4 13. cxd4 Bb4+ 14. Kd1 f6 15. Ng3 Bxf1 16. Rxf1 fxe5 17. fxe5 O-O 18. Rc1 Rbc8 19. Ke2 b5 20. Ng5 Rfe8 21. Nh5 Re7 22. Nf4 Nf8 23. h4 Ba5 24. h5 Bb6 25. a3 Ree8 26. Kd3 b4 27. Ne2 bxa3 28. bxa3 Na5 29. Rxc8 Rxc8 30. h6 Nc4 31. Bc1 gxh6 32. Nf7 Ng6 33. Nxh6+ Kg7 34. Rf7+ Kh8 35. Bg5 Bd8 36. Bxd8 Rxd8 37. Rxa7 Rb8 38. Kc3 Rc8 39. Kb4 Nd2 40. Ng3 Rb8+ 41. Kc3 Ne4+ 42. Nxe4 dxe4 43. g5 Nf4 44. Ng4 Nh3 45. g6 hxg6 46. Nf6 Ng5 47. a4 Rb1 48. d5 Rh1 49. d6 Rd1 | \| \| a \| b \| c \| d \| e \| f \| g \| h \| \| \| - \| --------------------------------------------------------------------------------------------------------------------------------------------------------------------------------------------------------------- \| --------------------------------------------------------------------------------------------------------------------------------------------------------------------------------------------------------------- \| --------------------------------------------------------------------------------------------------------------------------------------------------------------------------------------------------------------- \| --------------------------------------------------------------------------------------------------------------------------------------------------------------------------------------------------------------- \| --------------------------------------------------------------------------------------------------------------------------------------------------------------------------------------------------------------- \| --------------------------------------------------------------------------------------------------------------------------------------------------------------------------------------------------------------- \| --------------------------------------------------------------------------------------------------------------------------------------------------------------------------------------------------------------- \| --------------------------------------------------------------------------------------------------------------------------------------------------------------------------------------------------------------- \| - \| \| 8 \| h8 чёрный король · a7 белая ладья · d7 белая пешка · e6 чёрная пешка · f6 белый конь · g6 чёрная пешка · e5 белая пешка · g5 чёрный конь · a4 белая пешка · e4 чёрная пешка · c3 белый король · d1 чёрная ладья \| h8 чёрный король · a7 белая ладья · d7 белая пешка · e6 чёрная пешка · f6 белый конь · g6 чёрная пешка · e5 белая пешка · g5 чёрный конь · a4 белая пешка · e4 чёрная пешка · c3 белый король · d1 чёрная ладья \| h8 чёрный король · a7 белая ладья · d7 белая пешка · e6 чёрная пешка · f6 белый конь · g6 чёрная пешка · e5 белая пешка · g5 чёрный конь · a4 белая пешка · e4 чёрная пешка · c3 белый король · d1 чёрная ладья \| h8 чёрный король · a7 белая ладья · d7 белая пешка · e6 чёрная пешка · f6 белый конь · g6 чёрная пешка · e5 белая пешка · g5 чёрный конь · a4 белая пешка · e4 чёрная пешка · c3 белый король · d1 чёрная ладья \| h8 чёрный король · a7 белая ладья · d7 белая пешка · e6 чёрная пешка · f6 белый конь · g6 чёрная пешка · e5 белая пешка · g5 чёрный конь · a4 белая пешка · e4 чёрная пешка · c3 белый король · d1 чёрная ладья \| h8 чёрный король · a7 белая ладья · d7 белая пешка · e6 чёрная пешка · f6 белый конь · g6 чёрная пешка · e5 белая пешка · g5 чёрный конь · a4 белая пешка · e4 чёрная пешка · c3 белый король · d1 чёрная ладья \| h8 чёрный король · a7 белая ладья · d7 белая пешка · e6 чёрная пешка · f6 белый конь · g6 чёрная пешка · e5 белая пешка · g5 чёрный конь · a4 белая пешка · e4 чёрная пешка · c3 белый король · d1 чёрная ладья \| h8 чёрный король · a7 белая ладья · d7 белая пешка · e6 чёрная пешка · f6 белый конь · g6 чёрная пешка · e5 белая пешка · g5 чёрный конь · a4 белая пешка · e4 чёрная пешка · c3 белый король · d1 чёрная ладья \| 8 \| \| 7 \| h8 чёрный король · a7 белая ладья · d7 белая пешка · e6 чёрная пешка · f6 белый конь · g6 чёрная пешка · e5 белая пешка · g5 чёрный конь · a4 белая пешка · e4 чёрная пешка · c3 белый король · d1 чёрная ладья \| h8 чёрный король · a7 белая ладья · d7 белая пешка · e6 чёрная пешка · f6 белый конь · g6 чёрная пешка · e5 белая пешка · g5 чёрный конь · a4 белая пешка · e4 чёрная пешка · c3 белый король · d1 чёрная ладья \| h8 чёрный король · a7 белая ладья · d7 белая пешка · e6 чёрная пешка · f6 белый конь · g6 чёрная пешка · e5 белая пешка · g5 чёрный конь · a4 белая пешка · e4 чёрная пешка · c3 белый король · d1 чёрная ладья \| h8 чёрный король · a7 белая ладья · d7 белая пешка · e6 чёрная пешка · f6 белый конь · g6 чёрная пешка · e5 белая пешка · g5 чёрный конь · a4 белая пешка · e4 чёрная пешка · c3 белый король · d1 чёрная ладья \| h8 чёрный король · a7 белая ладья · d7 белая пешка · e6 чёрная пешка · f6 белый конь · g6 чёрная пешка · e5 белая пешка · g5 чёрный конь · a4 белая пешка · e4 чёрная пешка · c3 белый король · d1 чёрная ладья \| h8 чёрный король · a7 белая ладья · d7 белая пешка · e6 чёрная пешка · f6 белый конь · g6 чёрная пешка · e5 белая пешка · g5 чёрный конь · a4 белая пешка · e4 чёрная пешка · c3 белый король · d1 чёрная ладья \| h8 чёрный король · a7 белая ладья · d7 белая пешка · e6 чёрная пешка · f6 белый конь · g6 чёрная пешка · e5 белая пешка · g5 чёрный конь · a4 белая пешка · e4 чёрная пешка · c3 белый король · d1 чёрная ладья \| h8 чёрный король · a7 белая ладья · d7 белая пешка · e6 чёрная пешка · f6 белый конь · g6 чёрная пешка · e5 белая пешка · g5 чёрный конь · a4 белая пешка · e4 чёрная пешка · c3 белый король · d1 чёрная ладья \| 7 \| \| 6 \| h8 чёрный король · a7 белая ладья · d7 белая пешка · e6 чёрная пешка · f6 белый конь · g6 чёрная пешка · e5 белая пешка · g5 чёрный конь · a4 белая пешка · e4 чёрная пешка · c3 белый король · d1 чёрная ладья \| h8 чёрный король · a7 белая ладья · d7 белая пешка · e6 чёрная пешка · f6 белый конь · g6 чёрная пешка · e5 белая пешка · g5 чёрный конь · a4 белая пешка · e4 чёрная пешка · c3 белый король · d1 чёрная ладья \| h8 чёрный король · a7 белая ладья · d7 белая пешка · e6 чёрная пешка · f6 белый конь · g6 чёрная пешка · e5 белая пешка · g5 чёрный конь · a4 белая пешка · e4 чёрная пешка · c3 белый король · d1 чёрная ладья \| h8 чёрный король · a7 белая ладья · d7 белая пешка · e6 чёрная пешка · f6 белый конь · g6 чёрная пешка · e5 белая пешка · g5 чёрный конь · a4 белая пешка · e4 чёрная пешка · c3 белый король · d1 чёрная ладья \| h8 чёрный король · a7 белая ладья · d7 белая пешка · e6 чёрная пешка · f6 белый конь · g6 чёрная пешка · e5 белая пешка · g5 чёрный конь · a4 белая пешка · e4 чёрная пешка · c3 белый король · d1 чёрная ладья \| h8 чёрный король · a7 белая ладья · d7 белая пешка · e6 чёрная пешка · f6 белый конь · g6 чёрная пешка · e5 белая пешка · g5 чёрный конь · a4 белая пешка · e4 чёрная пешка · c3 белый король · d1 чёрная ладья \| h8 чёрный король · a7 белая ладья · d7 белая пешка · e6 чёрная пешка · f6 белый конь · g6 чёрная пешка · e5 белая пешка · g5 чёрный конь · a4 белая пешка · e4 чёрная пешка · c3 белый король · d1 чёрная ладья \| h8 чёрный король · a7 белая ладья · d7 белая пешка · e6 чёрная пешка · f6 белый конь · g6 чёрная пешка · e5 белая пешка · g5 чёрный конь · a4 белая пешка · e4 чёрная пешка · c3 белый король · d1 чёрная ладья \| 6 \| \| 5 \| h8 чёрный король · a7 белая ладья · d7 белая пешка · e6 чёрная пешка · f6 белый конь · g6 чёрная пешка · e5 белая пешка · g5 чёрный конь · a4 белая пешка · e4 чёрная пешка · c3 белый король · d1 чёрная ладья \| h8 чёрный король · a7 белая ладья · d7 белая пешка · e6 чёрная пешка · f6 белый конь · g6 чёрная пешка · e5 белая пешка · g5 чёрный конь · a4 белая пешка · e4 чёрная пешка · c3 белый король · d1 чёрная ладья \| h8 чёрный король · a7 белая ладья · d7 белая пешка · e6 чёрная пешка · f6 белый конь · g6 чёрная пешка · e5 белая пешка · g5 чёрный конь · a4 белая пешка · e4 чёрная пешка · c3 белый король · d1 чёрная ладья \| h8 чёрный король · a7 белая ладья · d7 белая пешка · e6 чёрная пешка · f6 белый конь · g6 чёрная пешка · e5 белая пешка · g5 чёрный конь · a4 белая пешка · e4 чёрная пешка · c3 белый король · d1 чёрная ладья \| h8 чёрный король · a7 белая ладья · d7 белая пешка · e6 чёрная пешка · f6 белый конь · g6 чёрная пешка · e5 белая пешка · g5 чёрный конь · a4 белая пешка · e4 чёрная пешка · c3 белый король · d1 чёрная ладья \| h8 чёрный король · a7 белая ладья · d7 белая пешка · e6 чёрная пешка · f6 белый конь · g6 чёрная пешка · e5 белая пешка · g5 чёрный конь · a4 белая пешка · e4 чёрная пешка · c3 белый король · d1 чёрная ладья \| h8 чёрный король · a7 белая ладья · d7 белая пешка · e6 чёрная пешка · f6 белый конь · g6 чёрная пешка · e5 белая пешка · g5 чёрный конь · a4 белая пешка · e4 чёрная пешка · c3 белый король · d1 чёрная ладья \| h8 чёрный король · a7 белая ладья · d7 белая пешка · e6 чёрная пешка · f6 белый конь · g6 чёрная пешка · e5 белая пешка · g5 чёрный конь · a4 белая пешка · e4 чёрная пешка · c3 белый король · d1 чёрная ладья \| 5 \| \| 4 \| h8 чёрный король · a7 белая ладья · d7 белая пешка · e6 чёрная пешка · f6 белый конь · g6 чёрная пешка · e5 белая пешка · g5 чёрный конь · a4 белая пешка · e4 чёрная пешка · c3 белый король · d1 чёрная ладья \| h8 чёрный король · a7 белая ладья · d7 белая пешка · e6 чёрная пешка · f6 белый конь · g6 чёрная пешка · e5 белая пешка · g5 чёрный конь · a4 белая пешка · e4 чёрная пешка · c3 белый король · d1 чёрная ладья \| h8 чёрный король · a7 белая ладья · d7 белая пешка · e6 чёрная пешка · f6 белый конь · g6 чёрная пешка · e5 белая пешка · g5 чёрный конь · a4 белая пешка · e4 чёрная пешка · c3 белый король · d1 чёрная ладья \| h8 чёрный король · a7 белая ладья · d7 белая пешка · e6 чёрная пешка · f6 белый конь · g6 чёрная пешка · e5 белая пешка · g5 чёрный конь · a4 белая пешка · e4 чёрная пешка · c3 белый король · d1 чёрная ладья \| h8 чёрный король · a7 белая ладья · d7 белая пешка · e6 чёрная пешка · f6 белый конь · g6 чёрная пешка · e5 белая пешка · g5 чёрный конь · a4 белая пешка · e4 чёрная пешка · c3 белый король · d1 чёрная ладья \| h8 чёрный король · a7 белая ладья · d7 белая пешка · e6 чёрная пешка · f6 белый конь · g6 чёрная пешка · e5 белая пешка · g5 чёрный конь · a4 белая пешка · e4 чёрная пешка · c3 белый король · d1 чёрная ладья \| h8 чёрный король · a7 белая ладья · d7 белая пешка · e6 чёрная пешка · f6 белый конь · g6 чёрная пешка · e5 белая пешка · g5 чёрный конь · a4 белая пешка · e4 чёрная пешка · c3 белый король · d1 чёрная ладья \| h8 чёрный король · a7 белая ладья · d7 белая пешка · e6 чёрная пешка · f6 белый конь · g6 чёрная пешка · e5 белая пешка · g5 чёрный конь · a4 белая пешка · e4 чёрная пешка · c3 белый король · d1 чёрная ладья \| 4 \| \| 3 \| h8 чёрный король · a7 белая ладья · d7 белая пешка · e6 чёрная пешка · f6 белый конь · g6 чёрная пешка · e5 белая пешка · g5 чёрный конь · a4 белая пешка · e4 чёрная пешка · c3 белый король · d1 чёрная ладья \| h8 чёрный король · a7 белая ладья · d7 белая пешка · e6 чёрная пешка · f6 белый конь · g6 чёрная пешка · e5 белая пешка · g5 чёрный конь · a4 белая пешка · e4 чёрная пешка · c3 белый король · d1 чёрная ладья \| h8 чёрный король · a7 белая ладья · d7 белая пешка · e6 чёрная пешка · f6 белый конь · g6 чёрная пешка · e5 белая пешка · g5 чёрный конь · a4 белая пешка · e4 чёрная пешка · c3 белый король · d1 чёрная ладья \| h8 чёрный король · a7 белая ладья · d7 белая пешка · e6 чёрная пешка · f6 белый конь · g6 чёрная пешка · e5 белая пешка · g5 чёрный конь · a4 белая пешка · e4 чёрная пешка · c3 белый король · d1 чёрная ладья \| h8 чёрный король · a7 белая ладья · d7 белая пешка · e6 чёрная пешка · f6 белый конь · g6 чёрная пешка · e5 белая пешка · g5 чёрный конь · a4 белая пешка · e4 чёрная пешка · c3 белый король · d1 чёрная ладья \| h8 чёрный король · a7 белая ладья · d7 белая пешка · e6 чёрная пешка · f6 белый конь · g6 чёрная пешка · e5 белая пешка · g5 чёрный конь · a4 белая пешка · e4 чёрная пешка · c3 белый король · d1 чёрная ладья \| h8 чёрный король · a7 белая ладья · d7 белая пешка · e6 чёрная пешка · f6 белый конь · g6 чёрная пешка · e5 белая пешка · g5 чёрный конь · a4 белая пешка · e4 чёрная пешка · c3 белый король · d1 чёрная ладья \| h8 чёрный король · a7 белая ладья · d7 белая пешка · e6 чёрная пешка · f6 белый конь · g6 чёрная пешка · e5 белая пешка · g5 чёрный конь · a4 белая пешка · e4 чёрная пешка · c3 белый король · d1 чёрная ладья \| 3 \| \| 2 \| h8 чёрный король · a7 белая ладья · d7 белая пешка · e6 чёрная пешка · f6 белый конь · g6 чёрная пешка · e5 белая пешка · g5 чёрный конь · a4 белая пешка · e4 чёрная пешка · c3 белый король · d1 чёрная ладья \| h8 чёрный король · a7 белая ладья · d7 белая пешка · e6 чёрная пешка · f6 белый конь · g6 чёрная пешка · e5 белая пешка · g5 чёрный конь · a4 белая пешка · e4 чёрная пешка · c3 белый король · d1 чёрная ладья \| h8 чёрный король · a7 белая ладья · d7 белая пешка · e6 чёрная пешка · f6 белый конь · g6 чёрная пешка · e5 белая пешка · g5 чёрный конь · a4 белая пешка · e4 чёрная пешка · c3 белый король · d1 чёрная ладья \| h8 чёрный король · a7 белая ладья · d7 белая пешка · e6 чёрная пешка · f6 белый конь · g6 чёрная пешка · e5 белая пешка · g5 чёрный конь · a4 белая пешка · e4 чёрная пешка · c3 белый король · d1 чёрная ладья \| h8 чёрный король · a7 белая ладья · d7 белая пешка · e6 чёрная пешка · f6 белый конь · g6 чёрная пешка · e5 белая пешка · g5 чёрный конь · a4 белая пешка · e4 чёрная пешка · c3 белый король · d1 чёрная ладья \| h8 чёрный король · a7 белая ладья · d7 белая пешка · e6 чёрная пешка · f6 белый конь · g6 чёрная пешка · e5 белая пешка · g5 чёрный конь · a4 белая пешка · e4 чёрная пешка · c3 белый король · d1 чёрная ладья \| h8 чёрный король · a7 белая ладья · d7 белая пешка · e6 чёрная пешка · f6 белый конь · g6 чёрная пешка · e5 белая пешка · g5 чёрный конь · a4 белая пешка · e4 чёрная пешка · c3 белый король · d1 чёрная ладья \| h8 чёрный король · a7 белая ладья · d7 белая пешка · e6 чёрная пешка · f6 белый конь · g6 чёрная пешка · e5 белая пешка · g5 чёрный конь · a4 белая пешка · e4 чёрная пешка · c3 белый король · d1 чёрная ладья \| 2 \| \| 1 \| h8 чёрный король · a7 белая ладья · d7 белая пешка · e6 чёрная пешка · f6 белый конь · g6 чёрная пешка · e5 белая пешка · g5 чёрный конь · a4 белая пешка · e4 чёрная пешка · c3 белый король · d1 чёрная ладья \| h8 чёрный король · a7 белая ладья · d7 белая пешка · e6 чёрная пешка · f6 белый конь · g6 чёрная пешка · e5 белая пешка · g5 чёрный конь · a4 белая пешка · e4 чёрная пешка · c3 белый король · d1 чёрная ладья \| h8 чёрный король · a7 белая ладья · d7 белая пешка · e6 чёрная пешка · f6 белый конь · g6 чёрная пешка · e5 белая пешка · g5 чёрный конь · a4 белая пешка · e4 чёрная пешка · c3 белый король · d1 чёрная ладья \| h8 чёрный король · a7 белая ладья · d7 белая пешка · e6 чёрная пешка · f6 белый конь · g6 чёрная пешка · e5 белая пешка · g5 чёрный конь · a4 белая пешка · e4 чёрная пешка · c3 белый король · d1 чёрная ладья \| h8 чёрный король · a7 белая ладья · d7 белая пешка · e6 чёрная пешка · f6 белый конь · g6 чёрная пешка · e5 белая пешка · g5 чёрный конь · a4 белая пешка · e4 чёрная пешка · c3 белый король · d1 чёрная ладья \| h8 чёрный король · a7 белая ладья · d7 белая пешка · e6 чёрная пешка · f6 белый конь · g6 чёрная пешка · e5 белая пешка · g5 чёрный конь · a4 белая пешка · e4 чёрная пешка · c3 белый король · d1 чёрная ладья \| h8 чёрный король · a7 белая ладья · d7 белая пешка · e6 чёрная пешка · f6 белый конь · g6 чёрная пешка · e5 белая пешка · g5 чёрный конь · a4 белая пешка · e4 чёрная пешка · c3 белый король · d1 чёрная ладья \| h8 чёрный король · a7 белая ладья · d7 белая пешка · e6 чёрная пешка · f6 белый конь · g6 чёрная пешка · e5 белая пешка · g5 чёрный конь · a4 белая пешка · e4 чёрная пешка · c3 белый король · d1 чёрная ладья \| 1 \| \| \| a \| b \| c \| d \| e \| f \| g \| h \| \| | | | | | | |   |
|   | a | b | c | d | e | f | g | h |   |
| 8 | h8 чёрный король · a7 белая ладья · d7 белая пешка · e6 чёрная пешка · f6 белый конь · g6 чёрная пешка · e5 белая пешка · g5 чёрный конь · a4 белая пешка · e4 чёрная пешка · c3 белый король · d1 чёрная ладья | h8 чёрный король · a7 белая ладья · d7 белая пешка · e6 чёрная пешка · f6 белый конь · g6 чёрная пешка · e5 белая пешка · g5 чёрный конь · a4 белая пешка · e4 чёрная пешка · c3 белый король · d1 чёрная ладья | h8 чёрный король · a7 белая ладья · d7 белая пешка · e6 чёрная пешка · f6 белый конь · g6 чёрная пешка · e5 белая пешка · g5 чёрный конь · a4 белая пешка · e4 чёрная пешка · c3 белый король · d1 чёрная ладья | h8 чёрный король · a7 белая ладья · d7 белая пешка · e6 чёрная пешка · f6 белый конь · g6 чёрная пешка · e5 белая пешка · g5 чёрный конь · a4 белая пешка · e4 чёрная пешка · c3 белый король · d1 чёрная ладья | h8 чёрный король · a7 белая ладья · d7 белая пешка · e6 чёрная пешка · f6 белый конь · g6 чёрная пешка · e5 белая пешка · g5 чёрный конь · a4 белая пешка · e4 чёрная пешка · c3 белый король · d1 чёрная ладья | h8 чёрный король · a7 белая ладья · d7 белая пешка · e6 чёрная пешка · f6 белый конь · g6 чёрная пешка · e5 белая пешка · g5 чёрный конь · a4 белая пешка · e4 чёрная пешка · c3 белый король · d1 чёрная ладья | h8 чёрный король · a7 белая ладья · d7 белая пешка · e6 чёрная пешка · f6 белый конь · g6 чёрная пешка · e5 белая пешка · g5 чёрный конь · a4 белая пешка · e4 чёрная пешка · c3 белый король · d1 чёрная ладья | h8 чёрный король · a7 белая ладья · d7 белая пешка · e6 чёрная пешка · f6 белый конь · g6 чёрная пешка · e5 белая пешка · g5 чёрный конь · a4 белая пешка · e4 чёрная пешка · c3 белый король · d1 чёрная ладья | 8 |
| 7 | h8 чёрный король · a7 белая ладья · d7 белая пешка · e6 чёрная пешка · f6 белый конь · g6 чёрная пешка · e5 белая пешка · g5 чёрный конь · a4 белая пешка · e4 чёрная пешка · c3 белый король · d1 чёрная ладья | h8 чёрный король · a7 белая ладья · d7 белая пешка · e6 чёрная пешка · f6 белый конь · g6 чёрная пешка · e5 белая пешка · g5 чёрный конь · a4 белая пешка · e4 чёрная пешка · c3 белый король · d1 чёрная ладья | h8 чёрный король · a7 белая ладья · d7 белая пешка · e6 чёрная пешка · f6 белый конь · g6 чёрная пешка · e5 белая пешка · g5 чёрный конь · a4 белая пешка · e4 чёрная пешка · c3 белый король · d1 чёрная ладья | h8 чёрный король · a7 белая ладья · d7 белая пешка · e6 чёрная пешка · f6 белый конь · g6 чёрная пешка · e5 белая пешка · g5 чёрный конь · a4 белая пешка · e4 чёрная пешка · c3 белый король · d1 чёрная ладья | h8 чёрный король · a7 белая ладья · d7 белая пешка · e6 чёрная пешка · f6 белый конь · g6 чёрная пешка · e5 белая пешка · g5 чёрный конь · a4 белая пешка · e4 чёрная пешка · c3 белый король · d1 чёрная ладья | h8 чёрный король · a7 белая ладья · d7 белая пешка · e6 чёрная пешка · f6 белый конь · g6 чёрная пешка · e5 белая пешка · g5 чёрный конь · a4 белая пешка · e4 чёрная пешка · c3 белый король · d1 чёрная ладья | h8 чёрный король · a7 белая ладья · d7 белая пешка · e6 чёрная пешка · f6 белый конь · g6 чёрная пешка · e5 белая пешка · g5 чёрный конь · a4 белая пешка · e4 чёрная пешка · c3 белый король · d1 чёрная ладья | h8 чёрный король · a7 белая ладья · d7 белая пешка · e6 чёрная пешка · f6 белый конь · g6 чёрная пешка · e5 белая пешка · g5 чёрный конь · a4 белая пешка · e4 чёрная пешка · c3 белый король · d1 чёрная ладья | 7 |
| 6 | h8 чёрный король · a7 белая ладья · d7 белая пешка · e6 чёрная пешка · f6 белый конь · g6 чёрная пешка · e5 белая пешка · g5 чёрный конь · a4 белая пешка · e4 чёрная пешка · c3 белый король · d1 чёрная ладья | h8 чёрный король · a7 белая ладья · d7 белая пешка · e6 чёрная пешка · f6 белый конь · g6 чёрная пешка · e5 белая пешка · g5 чёрный конь · a4 белая пешка · e4 чёрная пешка · c3 белый король · d1 чёрная ладья | h8 чёрный король · a7 белая ладья · d7 белая пешка · e6 чёрная пешка · f6 белый конь · g6 чёрная пешка · e5 белая пешка · g5 чёрный конь · a4 белая пешка · e4 чёрная пешка · c3 белый король · d1 чёрная ладья | h8 чёрный король · a7 белая ладья · d7 белая пешка · e6 чёрная пешка · f6 белый конь · g6 чёрная пешка · e5 белая пешка · g5 чёрный конь · a4 белая пешка · e4 чёрная пешка · c3 белый король · d1 чёрная ладья | h8 чёрный король · a7 белая ладья · d7 белая пешка · e6 чёрная пешка · f6 белый конь · g6 чёрная пешка · e5 белая пешка · g5 чёрный конь · a4 белая пешка · e4 чёрная пешка · c3 белый король · d1 чёрная ладья | h8 чёрный король · a7 белая ладья · d7 белая пешка · e6 чёрная пешка · f6 белый конь · g6 чёрная пешка · e5 белая пешка · g5 чёрный конь · a4 белая пешка · e4 чёрная пешка · c3 белый король · d1 чёрная ладья | h8 чёрный король · a7 белая ладья · d7 белая пешка · e6 чёрная пешка · f6 белый конь · g6 чёрная пешка · e5 белая пешка · g5 чёрный конь · a4 белая пешка · e4 чёрная пешка · c3 белый король · d1 чёрная ладья | h8 чёрный король · a7 белая ладья · d7 белая пешка · e6 чёрная пешка · f6 белый конь · g6 чёрная пешка · e5 белая пешка · g5 чёрный конь · a4 белая пешка · e4 чёрная пешка · c3 белый король · d1 чёрная ладья | 6 |
| 5 | h8 чёрный король · a7 белая ладья · d7 белая пешка · e6 чёрная пешка · f6 белый конь · g6 чёрная пешка · e5 белая пешка · g5 чёрный конь · a4 белая пешка · e4 чёрная пешка · c3 белый король · d1 чёрная ладья | h8 чёрный король · a7 белая ладья · d7 белая пешка · e6 чёрная пешка · f6 белый конь · g6 чёрная пешка · e5 белая пешка · g5 чёрный конь · a4 белая пешка · e4 чёрная пешка · c3 белый король · d1 чёрная ладья | h8 чёрный король · a7 белая ладья · d7 белая пешка · e6 чёрная пешка · f6 белый конь · g6 чёрная пешка · e5 белая пешка · g5 чёрный конь · a4 белая пешка · e4 чёрная пешка · c3 белый король · d1 чёрная ладья | h8 чёрный король · a7 белая ладья · d7 белая пешка · e6 чёрная пешка · f6 белый конь · g6 чёрная пешка · e5 белая пешка · g5 чёрный конь · a4 белая пешка · e4 чёрная пешка · c3 белый король · d1 чёрная ладья | h8 чёрный король · a7 белая ладья · d7 белая пешка · e6 чёрная пешка · f6 белый конь · g6 чёрная пешка · e5 белая пешка · g5 чёрный конь · a4 белая пешка · e4 чёрная пешка · c3 белый король · d1 чёрная ладья | h8 чёрный король · a7 белая ладья · d7 белая пешка · e6 чёрная пешка · f6 белый конь · g6 чёрная пешка · e5 белая пешка · g5 чёрный конь · a4 белая пешка · e4 чёрная пешка · c3 белый король · d1 чёрная ладья | h8 чёрный король · a7 белая ладья · d7 белая пешка · e6 чёрная пешка · f6 белый конь · g6 чёрная пешка · e5 белая пешка · g5 чёрный конь · a4 белая пешка · e4 чёрная пешка · c3 белый король · d1 чёрная ладья | h8 чёрный король · a7 белая ладья · d7 белая пешка · e6 чёрная пешка · f6 белый конь · g6 чёрная пешка · e5 белая пешка · g5 чёрный конь · a4 белая пешка · e4 чёрная пешка · c3 белый король · d1 чёрная ладья | 5 |
| 4 | h8 чёрный король · a7 белая ладья · d7 белая пешка · e6 чёрная пешка · f6 белый конь · g6 чёрная пешка · e5 белая пешка · g5 чёрный конь · a4 белая пешка · e4 чёрная пешка · c3 белый король · d1 чёрная ладья | h8 чёрный король · a7 белая ладья · d7 белая пешка · e6 чёрная пешка · f6 белый конь · g6 чёрная пешка · e5 белая пешка · g5 чёрный конь · a4 белая пешка · e4 чёрная пешка · c3 белый король · d1 чёрная ладья | h8 чёрный король · a7 белая ладья · d7 белая пешка · e6 чёрная пешка · f6 белый конь · g6 чёрная пешка · e5 белая пешка · g5 чёрный конь · a4 белая пешка · e4 чёрная пешка · c3 белый король · d1 чёрная ладья | h8 чёрный король · a7 белая ладья · d7 белая пешка · e6 чёрная пешка · f6 белый конь · g6 чёрная пешка · e5 белая пешка · g5 чёрный конь · a4 белая пешка · e4 чёрная пешка · c3 белый король · d1 чёрная ладья | h8 чёрный король · a7 белая ладья · d7 белая пешка · e6 чёрная пешка · f6 белый конь · g6 чёрная пешка · e5 белая пешка · g5 чёрный конь · a4 белая пешка · e4 чёрная пешка · c3 белый король · d1 чёрная ладья | h8 чёрный король · a7 белая ладья · d7 белая пешка · e6 чёрная пешка · f6 белый конь · g6 чёрная пешка · e5 белая пешка · g5 чёрный конь · a4 белая пешка · e4 чёрная пешка · c3 белый король · d1 чёрная ладья | h8 чёрный король · a7 белая ладья · d7 белая пешка · e6 чёрная пешка · f6 белый конь · g6 чёрная пешка · e5 белая пешка · g5 чёрный конь · a4 белая пешка · e4 чёрная пешка · c3 белый король · d1 чёрная ладья | h8 чёрный король · a7 белая ладья · d7 белая пешка · e6 чёрная пешка · f6 белый конь · g6 чёрная пешка · e5 белая пешка · g5 чёрный конь · a4 белая пешка · e4 чёрная пешка · c3 белый король · d1 чёрная ладья | 4 |
| 3 | h8 чёрный король · a7 белая ладья · d7 белая пешка · e6 чёрная пешка · f6 белый конь · g6 чёрная пешка · e5 белая пешка · g5 чёрный конь · a4 белая пешка · e4 чёрная пешка · c3 белый король · d1 чёрная ладья | h8 чёрный король · a7 белая ладья · d7 белая пешка · e6 чёрная пешка · f6 белый конь · g6 чёрная пешка · e5 белая пешка · g5 чёрный конь · a4 белая пешка · e4 чёрная пешка · c3 белый король · d1 чёрная ладья | h8 чёрный король · a7 белая ладья · d7 белая пешка · e6 чёрная пешка · f6 белый конь · g6 чёрная пешка · e5 белая пешка · g5 чёрный конь · a4 белая пешка · e4 чёрная пешка · c3 белый король · d1 чёрная ладья | h8 чёрный король · a7 белая ладья · d7 белая пешка · e6 чёрная пешка · f6 белый конь · g6 чёрная пешка · e5 белая пешка · g5 чёрный конь · a4 белая пешка · e4 чёрная пешка · c3 белый король · d1 чёрная ладья | h8 чёрный король · a7 белая ладья · d7 белая пешка · e6 чёрная пешка · f6 белый конь · g6 чёрная пешка · e5 белая пешка · g5 чёрный конь · a4 белая пешка · e4 чёрная пешка · c3 белый король · d1 чёрная ладья | h8 чёрный король · a7 белая ладья · d7 белая пешка · e6 чёрная пешка · f6 белый конь · g6 чёрная пешка · e5 белая пешка · g5 чёрный конь · a4 белая пешка · e4 чёрная пешка · c3 белый король · d1 чёрная ладья | h8 чёрный король · a7 белая ладья · d7 белая пешка · e6 чёрная пешка · f6 белый конь · g6 чёрная пешка · e5 белая пешка · g5 чёрный конь · a4 белая пешка · e4 чёрная пешка · c3 белый король · d1 чёрная ладья | h8 чёрный король · a7 белая ладья · d7 белая пешка · e6 чёрная пешка · f6 белый конь · g6 чёрная пешка · e5 белая пешка · g5 чёрный конь · a4 белая пешка · e4 чёрная пешка · c3 белый король · d1 чёрная ладья | 3 |
| 2 | h8 чёрный король · a7 белая ладья · d7 белая пешка · e6 чёрная пешка · f6 белый конь · g6 чёрная пешка · e5 белая пешка · g5 чёрный конь · a4 белая пешка · e4 чёрная пешка · c3 белый король · d1 чёрная ладья | h8 чёрный король · a7 белая ладья · d7 белая пешка · e6 чёрная пешка · f6 белый конь · g6 чёрная пешка · e5 белая пешка · g5 чёрный конь · a4 белая пешка · e4 чёрная пешка · c3 белый король · d1 чёрная ладья | h8 чёрный король · a7 белая ладья · d7 белая пешка · e6 чёрная пешка · f6 белый конь · g6 чёрная пешка · e5 белая пешка · g5 чёрный конь · a4 белая пешка · e4 чёрная пешка · c3 белый король · d1 чёрная ладья | h8 чёрный король · a7 белая ладья · d7 белая пешка · e6 чёрная пешка · f6 белый конь · g6 чёрная пешка · e5 белая пешка · g5 чёрный конь · a4 белая пешка · e4 чёрная пешка · c3 белый король · d1 чёрная ладья | h8 чёрный король · a7 белая ладья · d7 белая пешка · e6 чёрная пешка · f6 белый конь · g6 чёрная пешка · e5 белая пешка · g5 чёрный конь · a4 белая пешка · e4 чёрная пешка · c3 белый король · d1 чёрная ладья | h8 чёрный король · a7 белая ладья · d7 белая пешка · e6 чёрная пешка · f6 белый конь · g6 чёрная пешка · e5 белая пешка · g5 чёрный конь · a4 белая пешка · e4 чёрная пешка · c3 белый король · d1 чёрная ладья | h8 чёрный король · a7 белая ладья · d7 белая пешка · e6 чёрная пешка · f6 белый конь · g6 чёрная пешка · e5 белая пешка · g5 чёрный конь · a4 белая пешка · e4 чёрная пешка · c3 белый король · d1 чёрная ладья | h8 чёрный король · a7 белая ладья · d7 белая пешка · e6 чёрная пешка · f6 белый конь · g6 чёрная пешка · e5 белая пешка · g5 чёрный конь · a4 белая пешка · e4 чёрная пешка · c3 белый король · d1 чёрная ладья | 2 |
| 1 | h8 чёрный король · a7 белая ладья · d7 белая пешка · e6 чёрная пешка · f6 белый конь · g6 чёрная пешка · e5 белая пешка · g5 чёрный конь · a4 белая пешка · e4 чёрная пешка · c3 белый король · d1 чёрная ладья | h8 чёрный король · a7 белая ладья · d7 белая пешка · e6 чёрная пешка · f6 белый конь · g6 чёрная пешка · e5 белая пешка · g5 чёрный конь · a4 белая пешка · e4 чёрная пешка · c3 белый король · d1 чёрная ладья | h8 чёрный король · a7 белая ладья · d7 белая пешка · e6 чёрная пешка · f6 белый конь · g6 чёрная пешка · e5 белая пешка · g5 чёрный конь · a4 белая пешка · e4 чёрная пешка · c3 белый король · d1 чёрная ладья | h8 чёрный король · a7 белая ладья · d7 белая пешка · e6 чёрная пешка · f6 белый конь · g6 чёрная пешка · e5 белая пешка · g5 чёрный конь · a4 белая пешка · e4 чёрная пешка · c3 белый король · d1 чёрная ладья | h8 чёрный король · a7 белая ладья · d7 белая пешка · e6 чёрная пешка · f6 белый конь · g6 чёрная пешка · e5 белая пешка · g5 чёрный конь · a4 белая пешка · e4 чёрная пешка · c3 белый король · d1 чёрная ладья | h8 чёрный король · a7 белая ладья · d7 белая пешка · e6 чёрная пешка · f6 белый конь · g6 чёрная пешка · e5 белая пешка · g5 чёрный конь · a4 белая пешка · e4 чёрная пешка · c3 белый король · d1 чёрная ладья | h8 чёрный король · a7 белая ладья · d7 белая пешка · e6 чёрная пешка · f6 белый конь · g6 чёрная пешка · e5 белая пешка · g5 чёрный конь · a4 белая пешка · e4 чёрная пешка · c3 белый король · d1 чёрная ладья | h8 чёрный король · a7 белая ладья · d7 белая пешка · e6 чёрная пешка · f6 белый конь · g6 чёрная пешка · e5 белая пешка · g5 чёрный конь · a4 белая пешка · e4 чёрная пешка · c3 белый король · d1 чёрная ладья | 1 |
|   | a | b | c | d | e | f | g | h |   |

В 2009 году ван Кампен был самым молодым международным мастером Нидерландов, а в 2011 году, в возрасте 16 лет, 8 месяцев и 17 дней выполнив на турнире в Дортмунде в третий раз гроссмейстерскую норму, стал самым молодым в истории уроженцем Нидерландов, получившим звание гроссмейстера (самым молодым гроссмейстером в истории Нидерландов является родившийся в Санкт-Петербурге Аниш Гири, завоевавший это звание в 14 лет и 7 месяцев).
В 2013 году, вскоре после окончания средней школы, ван Кампен стал бронзовым призёром чемпионата страны среди взрослых. На следующий год он выиграл турнир в Риге и занял призовое место в Открытом чемпионате Рейкьявика. Также в 2014 году в составе сборной Нидерландов ван Кампен принял участие в шахматной олимпиаде в Тромсё (Норвегия), заняв общее 12-е место.

## Изменения рейтинга
| Графики недоступны из-за технических проблем. См. информацию на Фабрикаторе и на mediawiki.org. |